# Gustav Thiefenthaler
Gustav Thiefenthaler (né le 25 juillet 1886 dans le canton d'Unterwald (Suisse) et mort le 14 avril 1942 à Saint Louis (États-Unis)) est un lutteur sportif américain.

## Biographie
Gustav Thiefenthaler obtient la médaille de bronze olympique en 1904 à Saint Louis en poids mi-mouches.